# Paraluteres prionurus

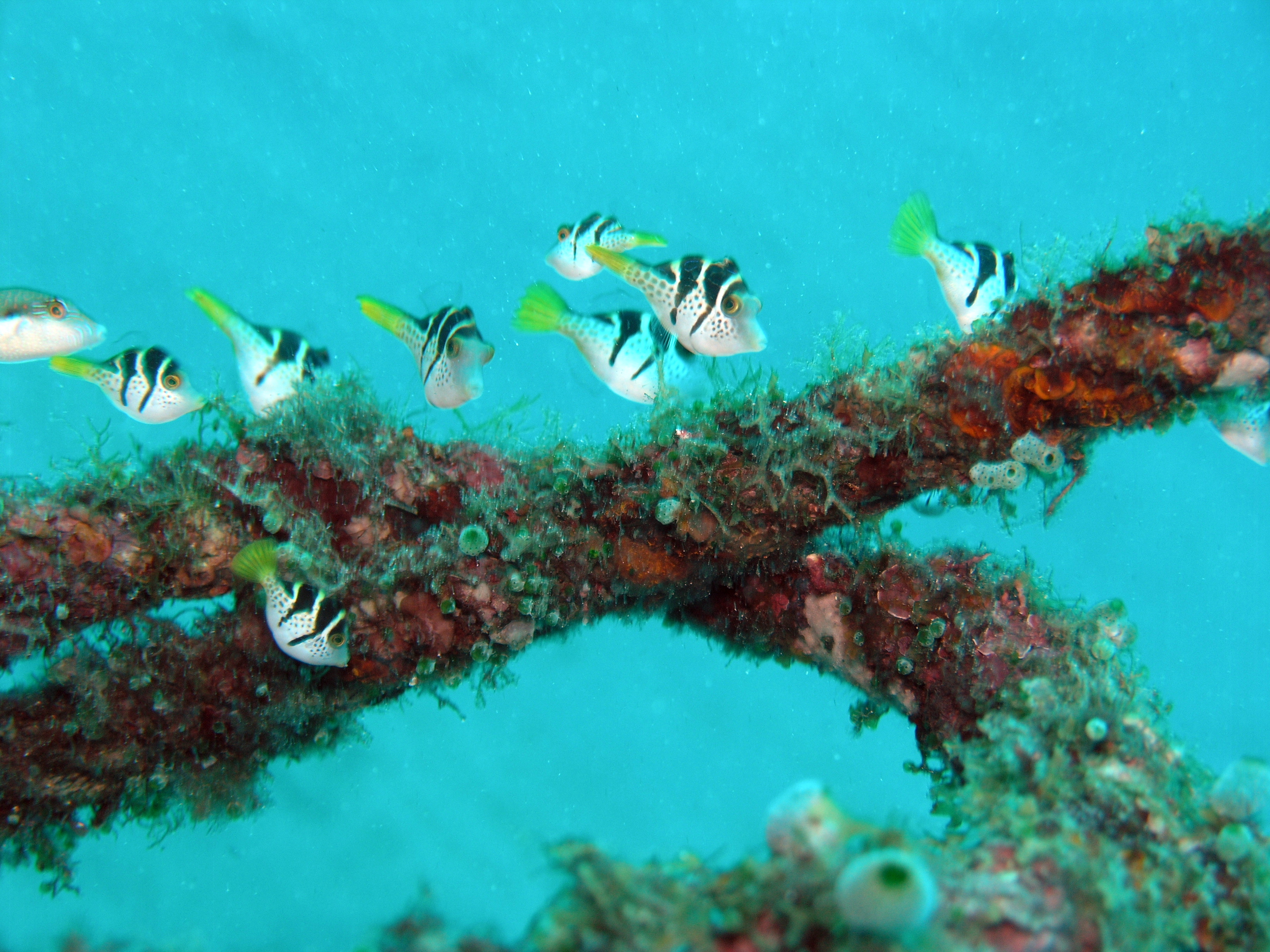
Exemplars fotografiats a Indonèsia.

Paraluteres prionurus és una espècie de peix de la família dels monacàntids i de l'ordre dels tetraodontiformes.

## Morfologia
- Els mascles poden assolir 11 cm de longitud total.[1]

## Hàbitat
És un peix marí, de clima tropical i associat als esculls de corall que viu entre 1-25 m de fondària.

## Distribució geogràfica
Es troba des de l'Àfrica oriental fins a Sud-àfrica, Fiji, el sud del Japó, el sud de la Gran Barrera de Corall, Nova Caledònia i Tonga.

## Observacions
És inofensiu per als humans.